# 何凱琳
何凱琳（英語：Phoenix Ho Hoi Lam，1993年7月20日—），香港資優生。2007年的會考中以14歲考取8A、中文科5*（5星）以及英文科第5級的優秀成績。，創下最年輕「9優1良」會考狀元的紀錄。

## 學歷
- 2003年小學畢業於元朗朗屏惠州學校[4]
- 2007年中學畢業於元朗東華三院盧幹庭紀念中學

### 中小學時的紀錄
- 8歲時智商已逾130[5]
- 跳級3次（小二、小四以及中二）[6]
- 合共用了8年完成中、小學課程[7][8]
- 14歲成為會考9優[9]
- 打破會考狀元出自傳統狀元學校

### 中大破格
受沙士的影響下，以行醫為志願的何凱琳在2007年8月21日獲香港中文大學宣布破格成為本科先收生（特別本科生）。何凱琳於2007學年在香港中文大學修讀理科、通識及語文等課程，2008學年正式入讀香港中文大學醫學院，成為中大醫學院最年輕學生。中大醫學院院長霍泰輝表示，評估何凱琳的綜合學習及適應能力後，認為她適合提前入讀大學，並會為她安排導師，協助她的發展和學習，也會安排她到病房做臨床醫學觀察。

## 網民反應
在何凱林得到8A佳績後，接受了記者的訪問。在訪問期間何凱琳發表的言論引來不少網民批評，在討論區中表達不滿。期後何凱琳的網上日誌被公開，不斷有用戶到內發表意見，最高峰時有多達3000多個回應。當中也有支持何凱琳的人，期後雙方更不斷進行罵戰，成為年青人的一時佳話。何凱琳接受記者訪問時，對記者表示笑看網民反應。

## 轉讀心理
雖然凱琳成功破格入讀醫科，卻發現志不在醫，於是在攻讀數年後，轉修心理學，並由一年級重頭讀起。
何凱琳已於2013年完成心理學本科課程。

## 外部連結
- .   [2009-11-10]. （原始内容存档于2008-12-25）.
- . 文匯報.   [2009-11-10]. （原始内容存档于2008-05-11）.